# Mount McNeil
Mount McNeil är ett berg i Kanada.   Det ligger i territoriet Yukon, i den västra delen av landet, 4 200 km väster om huvudstaden Ottawa. Toppen på Mount McNeil är 2 300 meter över havet, eller 566 meter över den omgivande terrängen. Bredden vid basen är 8,1 km.
Terrängen runt Mount McNeil är kuperad västerut, men österut är den bergig. Trakten runt Mount McNeil är nära nog obefolkad, med mindre än två invånare per kvadratkilometer.. Det finns inga samhällen i närheten.
Trakten runt Mount McNeil består i huvudsak av gräsmarker.